# Skaphozephalus

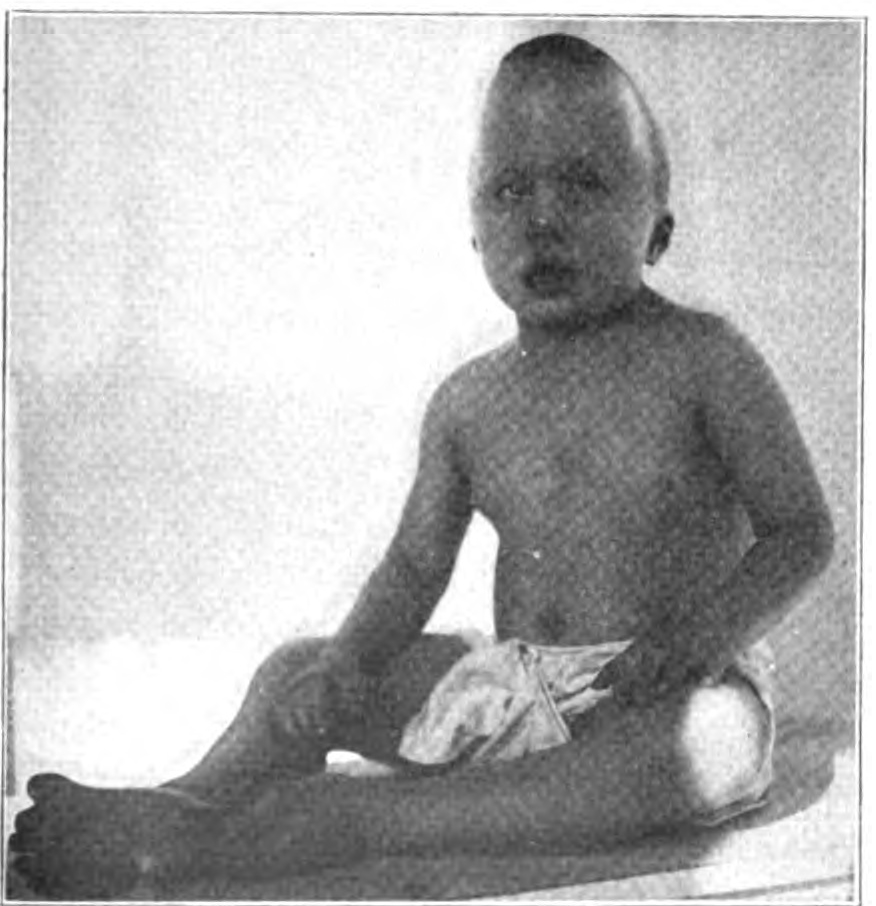
Skaphozephalus bei einem sechsjährigen Jungen

Ein Skaphozephalus, auch Scaphocephalus oder Kahnschädel (altgriechisch σκαφίς skaphis ‚Kahn‘, κεφαλή kephalē ‚Kopf‘) ist die häufigste Form der Kraniosynostose, einer vorzeitigen Verknöcherung von Schädelnähten. Beim Skaphozephalus liegt eine vorzeitige Verknöcherung der Pfeilnaht (Sagittalnaht, Sutura sagittalis) vor, wodurch es zu einer länglich-schmalen Schädelform mit hoher Stirn kommt. Für die operative Korrektur der Fehlbildung kommt die Kraniotomie in den ersten Lebensmonaten des Kindes zur Anwendung. In der Regel wird aus kosmetischen Gründen operiert, eine Indikation aufgrund erhöhten Hirndrucks besteht selten.
Die Fehlbildung kommt meist isoliert vor (isolierte Skaphozephalie), nur selten tritt sie im Zusammenhang mit anderen Erkrankungen wie der I-Zellkrankheit (Mukolipidose II) auf.
Auch im Rahmen von Syndromen kann ein Kahnschädel als wesentliches Merkmal auftreten. So bei:
- X-chromosomale infantile Spinale Muskelatrophie (Arthrogryposis multiplex congenita, distale X-chromosomale; SMAX2)[6]
- Ruvalcaba-Myhre-Smith-Syndrom

Die isolierte Fehlbildung tritt mit einer Häufigkeit von 1:5000 Lebendgeburten meist sporadisch auf, in 6 % der Fälle wird sie autosomal-dominant vererbt. Ihre Ursache ist unbekannt. Die Intelligenz der betroffenen Kinder ist zumeist nicht beeinträchtigt.